# Эвмолпиды
Эвмолпиды — одно из двух древних поколений жрецов в Афинах (вторым был род Кериков). Под надзором архонта или басилевса управляли Элевсинскими мистериями. Вместе со жрицей богинь Персофоны и Деметры посвящали посетителей мистерий и принимали участие в мимическо-орхестическом представлении о судьбах богинь. Также осуществляли роль судей в процессах, касавшихся нарушений мистерий.